# 路德维希瓷器馆

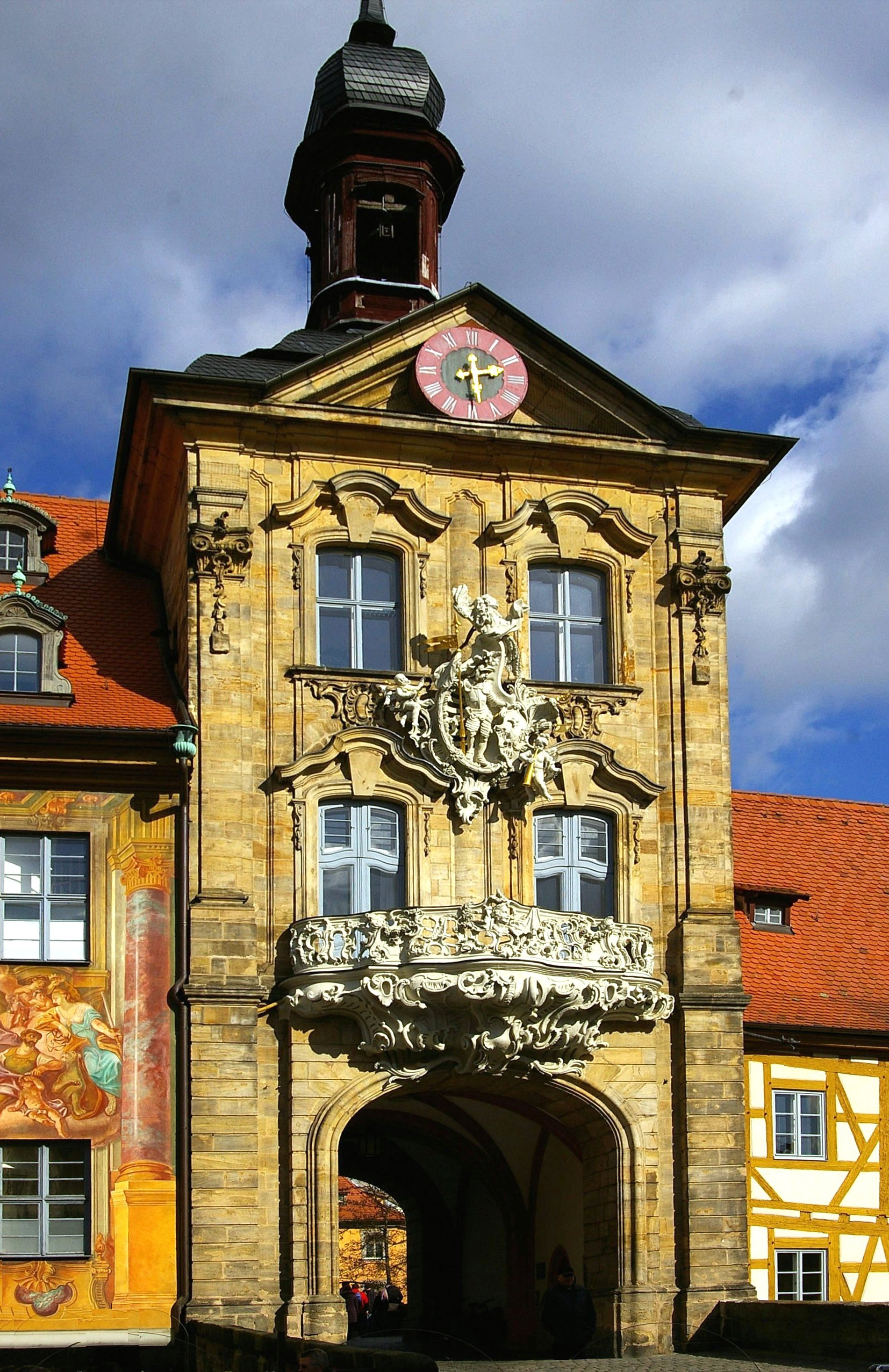
Bamberg-Rathaus-Durchgang

路德维希瓷器馆（德語：Sammlung Ludwig Bamberg) 位于雷格尼茨河中间的老市政厅 (班贝格) 。

## 历史
由商人彼得·路德维希（Peter Ludwig, 1925 - 1996）夫妇委托于1995年建立。彼得与他的夫人伊蕾娜·路德维希（Irene Ludwig, 1927 - 2010）的一生致力收藏艺术品及工艺品，从古希腊、古罗马的雕塑和中国古代的陶瓷，都属于路德维希夫妇的收藏范围。不断地无条件的把艺术品放到世界各地的美术馆内，与大众分享。